# Eggertska skolan
Eggertska skolan var en flickskola i Lund. 
Skolan grundades av Caroline Eggert 1850. Den beskrivs som den första riktiga flickskolan i Lund. Den hade två klassrum på Stora Södergatan 14. Under 1850-talet beskrivs den som en mycket enkel mamsellskola med två av sex timmar ägnade åt sömnad och galler för fönstren. Den var den enda skolan för flickor i Lund till grundandet av Högre Elementarskolan i Lund 1871. Eggertska skolan köptes av nybildade Lunds fullständiga läroverk för flickor 1880.